# Vuelo 863 de United Airlines
El 28 de junio de 1998, el vuelo 863 de United Airlines, un Boeing 747-400 que operaba el servicio transpacífico regular de United desde el Aeropuerto Internacional de San Francisco hasta el Aeropuerto Internacional Kingsford Smith en Sídney, Nueva Gales del Sur, Australia, vio obligado a apagar uno de sus motores del ala derecha y casi colisionó con la Montaña de San Bruno mientras se recuperaba de la falla. El avión logró descargar combustible sobre el Océano Pacífico y regresar a San Francisco para un aterrizaje con sobrepeso, pero el incidente llevó a United Airlines a modificar los requisitos de entrenamiento de los pilotos.

## Vuelo
El vuelo 863 con destino a Sídney partió del Aeropuerto Internacional de San Francisco a las 22:39 PST del domingo 28 de junio de 1998 (UTC: 5:39 a. m., 29 de junio).Al despegar, el Boeing 747-400 entró en niebla al final de la pista 28R.Después de despegar, la tripulación experimentó un "fuerte ruido sordo" acompañado de vibración justo después de que el tren de aterrizaje del avión se hubiera retraído.El primer oficial estaba manejando el despegue bajo la supervisión del capitán, y como el ruido se produjo justo después de que se hubiera retraído el tren de aterrizaje, aproximadamente a 300 pies (90 m) sobre el nivel del suelo, el primer oficial creyó inicialmente que uno de los neumáticos había fallado.Al mismo tiempo, la temperatura de los gases de escape del motor n.° 3 (el motor interior del ala de estribor) aumentó a 750 °C (1380 °F), superando el límite de despegue de 650 °C (1202 °F).Con el primer oficial todavía volando, el capitán retrasó el acelerador del motor n.º 3 a ralentí, lo que detuvo el aumento de temperatura y la vibración de la aeronave.
Había dos pilotos de relevo que no volaban en la cabina durante el despegue; ambos notaron que el avión había perdido aproximadamente 40 nudos de velocidad aerodinámica indicada después de los problemas con el motor n.° 3 y gritaron "velocidad aerodinámica" al primer oficial para alertarlo sobre el posible peligro de entrada en pérdida.En ese momento, el sistema del vibrador de la palanca de mando se activó y el capitán tomó el control de la aeronave.El capitán declaró más tarde que mantuvo el avión nivelado para ganar velocidad y evitar una entrada en pérdida,pero se había desviado hacia la derecha debido al empuje desequilibrado y estuvo a punto de chocar con la montaña de San Bruno, que se eleva a una altitud de 1319 pies (402 m) sobre el nivel del mar, excluyendo las torres de televisión y radio en su cima.

Ilustración de los ejes de alabeo, cabeceo y guiñada. El vuelo 863 intentó corregir su desvío a la derecha haciendo uso del alabeo, en lugar de utilizar la guiñada.

Según las grabaciones de voz de cabina y datos de vuelo, en lugar de usar el timón, el copiloto intentó compensar la deriva a la derecha girando la aeronave hacia la izquierda utilizando los alerones, que controlan el eje longitudinal de alabeo en lugar del vertical de guiñada, que habría sido la respuesta correcta para compensar una condición de empuje asimétrico. El uso de alerones también desplegó spoilers en el ala inferior, lo que aumentó la resistencia neta de la aeronave y redujo su sustentación neta. Como resultado, se activó por segunda vez la alerta de entrada en pérdida del vibrador de la palanca de mando.Los pilotos de relevo instaron a la tripulación a realizar un picado suave para ganar velocidad aerodinámica y evitar una entrada en pérdida,pero esto pronto acercó la aeronave a la montaña de San Bruno. El sistema de advertencia de proximidad al suelo alertó entonces al capitán, quien desde entonces había asumido el control del avión, para que ascendiera y evitara chocar contra la colina.

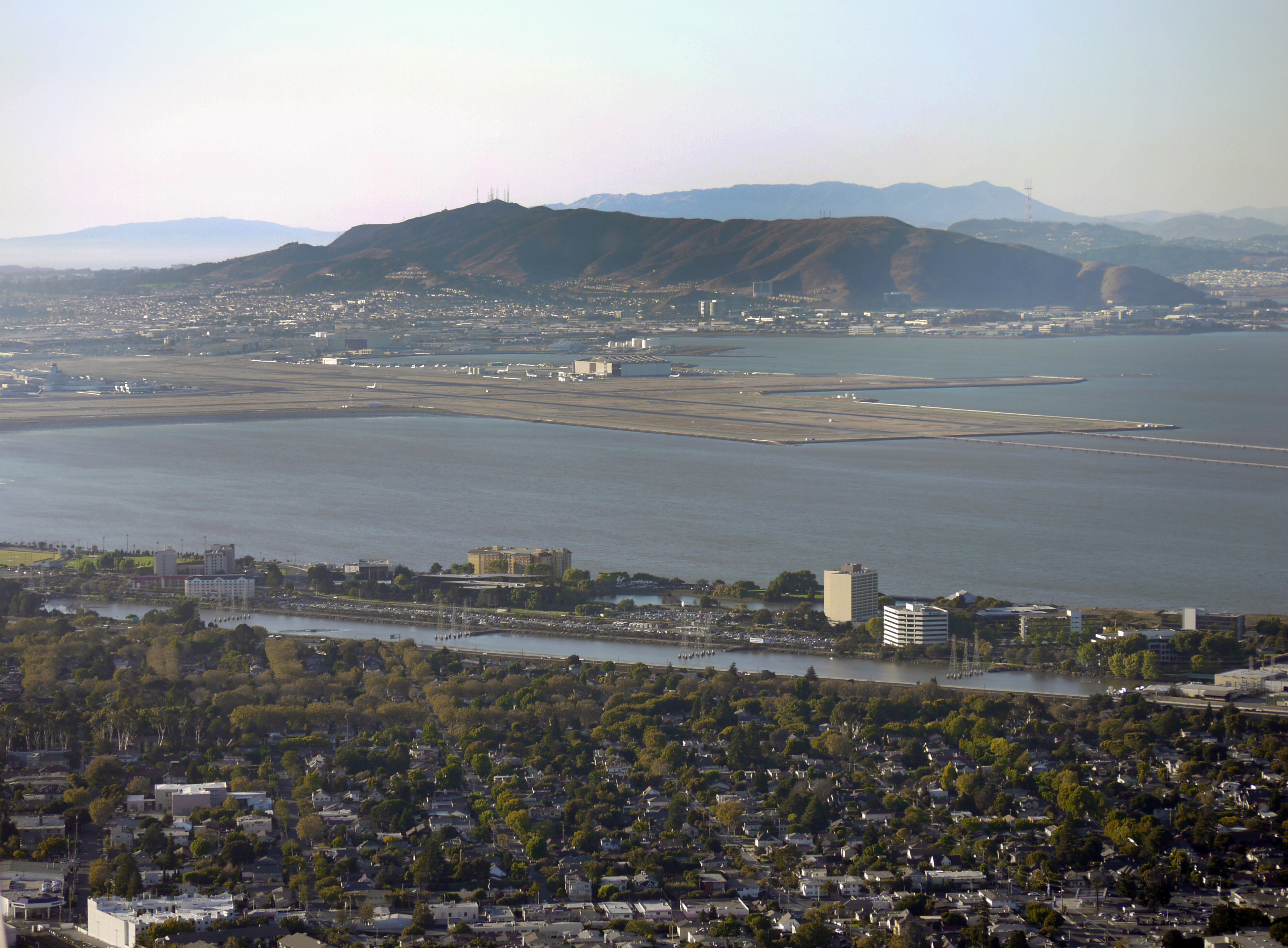
Esta fotografía, tomada desde un dirigible sobre Burlingame (California) (primer plano), muestra las pistas del SFO (en el medio de la imagen) y su proximidad a la Montaña de San Bruno (al fondo).

Según versiones posteriores, el avión apenas sobrepasó la montaña de San Bruno por solo 100 pies (30 m).El avión se había acercado tanto a la montaña de San Bruno que los radares de control del tráfico aéreo dejaron de detectarlo brevemente. Una controladora aérea en la torre de San Francisco conversaba con una de sus colegas y le preguntó: "¿El United 863 sigue...? Ahí está, me asustó, perdimos el radar, no quería darles otro avión si teníamos un problema".En total, el avión desapareció del radar durante aproximadamente 15 segundos.Los residentes de las casas ubicadas a lo largo de la ruta de vuelo, en South San Francisco, Daly City y San Francisco, llamaron al aeropuerto para quejarse por el ruido y expresar sus temores de que el avión estuviera a punto de estrellarse.
Después de la casi colisión, el UA863 fue enviado al mar para descargar combustible y reducir peso y regresar a San Francisco para un aterrizaje con sobrepeso.Durante el ascenso inicial, el primer oficial declaró que había notado que el avión se manejaba con lentitud y tardaba en ascender, a lo que respondió instintivamente "levantando el morro un poco más para alejarse del suelo".El primer oficial tenía una experiencia limitada, pues sólo había realizado un despegue y aterrizaje en un 747 durante el año anterior al suceso.

## Consecuencias
United Airlines revisó sus protocolos de entrenamiento tras el incidente, implementando estándares mucho más rigurosos, que finalmente se convirtieron en estándares para toda la industria. A los 9.500 pilotos de United se les mostró una recreación del incidente, filmada en uno de los simuladores de United.Como compromiso, los pilotos debían realizar al menos tres despegues y aterrizajes en un período de 90 días, de los cuales al menos uno tenía que ser en un avión real.El consultor de medios de aviación Barry Schiff señaló el incidente en un artículo en el que denunciaba la falta de habilidades básicas con la palanca de mando y el timón, especialmente entre los pilotos que nunca habían volado un avión ligero.